# Li prodigi della divina grazia nella conversione e morte di S. Guglielmo duca d’Aquitania
Li prodigi della divina grazia nella conversione e morte di S. Guglielmo duca d’Aquitania bzw. La conversione e morte di San Guglielmo oder La conversione di S. Guglielmo d’Aquitania ist ein „Dramma sacro“ (ein opernartiges geistliches Bühnenwerk) in drei Akten von Giovanni Battista Pergolesi (Musik) mit einem Libretto von Ignazio Maria Mancini. Es wurde erstmals im Sommer 1731 im Hof des Klosters S. Agnello in Neapel aufgeführt und postum für eine Aufführung in Rom 1742 als zweiteiliges Oratorium bearbeitet.

## Handlung
Das Werk handelt von der Bekehrung des Heiligen Wilhelm von Aquitanien. Im 1742 in Rom erschienenen Libretto ist das folgende Vorwort angegeben:

“Sostenea Guglielmo duca d’Aquitania le parti di Anacleto antipapa contro il legittimo pontefice Innocenzo II; e scacciati avea dalle lor sedi i vescovi del suo dominio, seguaci del vero successor di San Pietro. Portatosi il grande abate di Chiaravalle San Bernardo negli stati di quel principe, non solamente lo ridusse all’ubbidienza del vicario di Cristo, e alla restituzione dei vescovi nelle lor sedi, ma ancora all’abbandono del mondo, e ad un’asprissima penitenza (ex Surio, tomo I).”

„Wilhelm, der Herzog von Aquitanien behauptete die Gebiete des Gegenpapstes Anaklets II. gegen den rechtmäßigen Papst Innozenz II. und vertrieb die Bischöfe seines Reichs, die dem wahren Nachfolger des Heiligen Petrus anhingen, von ihren Besitztümern. Als der große Abt Bernhard von Clairvaux in die Staaten dieses Fürsten kam, zwang er ihn nicht nur zum Gehorsam des Vikars Christi und zur Wiedereinsetzung der Bischöfe in ihre Besitztümer, sondern auch zur Aufgabe der Welt und zu einer äußerst strengen Buße (nach Laurentius Surius, Band I).“

### Erster Akt
Herzog Guglielmo hat den Bischof von Poitiers verbannt, nachdem dieser sich geweigert hatte, dem rechtmäßigen Papst abzuschwören. Daraufhin begibt sich San Bernardo (der Heilige Bernhard von Clairvaux), der berühmteste Prediger dieser Zeit, an den Hof Wilhelms, um ihn zu überreden, in den Schoß der wahren Kirche zurückzukehren. Als weitere Figuren fungieren ein Teufel und ein Engel sowie der Hauptmann Cuòsemo. Der Teufel tritt zunächst in Gestalt eines Boten auf und später als Berater unter dem Namen Ridolfo. Der Engel erscheint als Page Albinio. Diese beiden versuchen, die Entscheidungen des Herzogs im Sinne ihrer eigenen geheimen Ziele zu beeinflussen.
Trotz der Ermahnungen Bernardos bleibt der Herzog unbeeindruckt (Arie Guglielmo: „Ch’io muti consiglio“ und Arie Bernardo: „Dio s’offende“). Er beauftragt Cuòsemo und Ridolfo (dem Teufel) damit, die Verbannung des rebellischen Bischofs zu erzwingen. Die beiden werden vom Engel aufgehalten, der seinen Gegenspieler zur Bestürzung Cuòsemos mit scharfen Worten (Arie des Engels: „Abbassa l’orgoglio“) anfährt. Der Hauptmann kann sich lediglich auf komische Weise seines Muts rühmen (Arie Cuòsemo: „Si vedisse ccà dinto a ’sto core“), während der Teufel mit dem Fortgang seiner Pläne zufrieden ist (Arie des Teufels: „A fondar le mie grandezze“).
Guglielmo, der den Grund für den Krieg gegen den Papst akzeptiert hat, bittet Albinio (den Engel), ihn mit einem Lied zu unterhalten. Der Engel nutzt die Gelegenheit, ihn an seine Pflicht als Christ zu erinnern. Seine Arie handelt von der Ermahnung an ein Lamm, zu seiner Herde zurückzukehren (Arie des Engels: „Dove mai raminga vai“). Guglielmo versteht die Symbolik, erklärt aber, dass er ebenso wie das Lamm die Freiheit mehr als das Leben liebe.
Als ihn jedoch Bernardo erneut mit seiner Predigt angreift (Accompagnato und Arie Bernardo: „Così dunque si teme?“ – „Come non pensi“), gerät Guglielmos Entschlossenheit ins Wanken, und er öffnet sich der Buße. Der Akt endet mit einem Quartett, in dem zur Zufriedenheit San Bernardos und des Engels und zum Schrecken des Teufels die Bekehrung des Herzogs erfolgt (Quartett: „Cieco che non vid’io“).

### Zweiter Akt
In einer gebirgigen und wüsten Landschaft sucht Guglielmo Rat bei dem Eremiten Arsenio. Er trifft jedoch zunächst auf den Teufel in Gestalt des Einsiedlers. Dieser versucht, Guglielmo umzustimmen, indem er an seinen Kriegerstolz appelliert (Arie des Teufels: „Se mai viene in campo armato“). Nur das rechtzeitige Eingreifen des Engels in Gestalt eines Schäferjungen enttarnt den Teufel. Der Engel zeigt Guglielmo den Weg zum Aufenthaltsort des Eremiten (Arie des Engels: „Fremi pur quanto vuoi“).
Hauptmann Cuòsemo, der seinem Herrn auf dem Pfad der Buße und seiner Pilgerreise gefolgt ist, bittet den falschen Einsiedler um ein Stück Brot, erhält jedoch nur Spott und Ablehnung (Duett Cuòsemo/Teufel: „Chi fa bene“). Der Engel greift erneut ein, demaskiert den Teufel und vertreibt ihn. Cuòsemo beschimpft ihn (Arie Cuòsemo: „Se n’era venuto lo tristo forfante“), bevor er seine Reise fortsetzt.
Guglielmo erreicht endlich den echten Padre Arsenio, der ihm die Vorzüge des Eremitenlebens darlegt und ihn auffordert, das weltliche Leben hinter sich zu lassen (Arie Arsenio: „Tra fronda e fronda“). Der Akt schließt mit einem emotionalen Duett der beiden Männer („Di pace e di contento“).

### Dritter Akt
Nachdem Guglielmo die Vergebung des Papsts erhalten hat, bereitet er sich darauf vor, sich in ein Kloster in einem abgelegenen Teil Italiens zurückzuziehen. Doch ein Ruf der Vergangenheit bringt ihn dazu, an einer Schlacht in der Nähe teilzunehmen. Cuòsemo, der mittlerweile in ein von Guglielmo gegründetes Kloster eingetreten ist, beklagt sich über die Entbehrungen des Mönchslebens und wird erneut vom Teufel versucht, der dieses Mal als reiner Geist erscheint und ihm die magere Alternative zwischen einer Rückkehr zum Soldatenleben und dem Tod durch Verhungern darlegt, der ihn in seiner neuen Lage sicher erwartet (Duett Guglielmo/Arsenio: „So’ mpazzuto, che m’è dato?“).
Guglielmo hat in der Schlacht sein Augenlicht verloren. Er wird von Schuldgefühlen überwältigt und ist verzweifelt (Accompagnato und Arie Guglielmo: „È dover che le luci“ – „Manca la guida al piè“). Der Engel greift erneut ein und stellt seine Sehkraft wieder her, damit er Begleiter und Nachahmer versammeln kann. Der Teufel kehrt als Geist von Guglielmos verstorbenem Vater zurück und drängt ihn dazu, den Thron Aquitaniens wieder zu besteigen und seine Pflichten gegenüber seinen Untertanen zu erfüllen. Da Guglielmo dieses Mal unnachgiebig bleibt, erregt er den Zorn des Unholds, der seine Teufelsbrüder herbeiruft, um ihn auszupeitschen (Arie des Teufels: „A sfogar lo sdegno mio“). Doch wieder erscheint der Engel und vertreibt die Höllengeister.
Alberto, ein Edelmann vom Hof Aquitaniens, trifft auf der Suche nach Nachrichten über Guglielmo ein und wird vom Teufel abgefangen, der wie im ersten Akt die Gestalt des Ratgebers Ridolfo angenommen hat. Der Teufel hofft, Albertos Unterstützung bei seinem Vorhaben zu gewinnen, den Herzog zur Rückkehr in sein früheres Leben zu bewegen. Cuòsemo öffnet die Klostertore und streitet mit dem Teufel wegen dessen bösartiger Bemerkungen über das Klosterleben. Schließlich führt er die beiden Männer zu Guglielmo, den sie umgeben von Engeln vor dem Alter finden, wo er sich in Ekstase geißelt (Arie des Engels: „Lascia d’offendere“). Der Teufel ist entsetzt, doch Alberto gibt seinen Wunsch zu erkennen, selbst in das Kloster einzutreten. Cuòsemo liefert eine farbige Beschreibung des Hungers und der Entbehrungen des Klosterlebens (Arie: „Veatisso! Siente di“).
Erschöpft von den Entbehrungen erwartet Guglielmo den Tod in den Armen Albertos. Er widersteht einer letzten Versuchung des Teufels, der in ihm Zweifel an der endgültigen Vergebung seiner Sünden wecken will. Doch der Glaube des Herzogs ist nicht mehr zu erschüttern, nachdem er die Absolution Roms erhalten und sich einem Leben der Buße gewidmet hat. Der Engel begrüßt Guglielmos Seele bei ihrem Aufstieg in den Himmel. Der Teufel dagegen fällt in die Hölle zurück und schwört, mit erneuerter Wut zurückzukehren, um sein Werk der Verdammnis wiederaufzunehmen (Duett: „Vola al ciel, anima bella“).

## Gestaltung

### Die Gattung des Dramma sacro
Das Dramma sacro (geistliches Drama) war zu Beginn des 18. Jahrhunderts eine recht verbreitete Gattung der Neapolitanischen Musik. Es entwickelte sich parallel zur Opera buffa und in gewissem Maße zur Opera seria („Dramma per musica“).:89 Vom zeitgenössischen Oratorium, wie es von Alessandro Scarlatti definiert worden war, unterschied es sich durch das wesentliche Element einer szenischen Handlung. Drammi sacri sind daher echte dramatische Werke. Sie bestehen aus drei Akten und behandeln erbauliche Episoden aus den heiligen Schriften oder dem Leben der Heiligen, enthalten aber auch komische Elemente, die (oft im Neapolitanischen Dialekt) durch Charaktere aus dem Volk repräsentiert werden. Komik entsteht beispielsweise, wenn ein Heiliger oder Engel diesen Personen Fragen zur christlichen Lehre und Ethik im Detail erläutert.:118 Die Wurzeln des Dramma sacro liegen teilweise in den Genres des auto sacramental und der comedia de santos, die während der Zeit der spanischen Vorherrschaft (1559–1713) in Neapel eingeführt worden waren. Zugleich führte es die alte volkstümliche Tradition der Sacra rappresentazione fort – volkstümlicher geistlicher Spiele, in denen bereits Dialekt sprechende komische Charaktere, häufige Verkleidungen und die obligatorische Bekehrung der Protagonisten vorkamen. Drammi sacri waren nicht für das Theater bestimmt, sondern für Orte der Anbetung wie Klöster, Kirchplätze oder auch Höfe von Adelspalästen. Sie wurden vorwiegend im Kontext der Konservatorien produziert, deren Studenten entweder an der Komposition oder der Aufführung mitwirkten, um die damals modernen Bühnentechniken zu erlernen. Zu den Höhepunkten dieser bis ins Jahr 1656 zurückreichenden didaktischen Tradition zählen Andrea Perruccis lange Zeit jährlich aufgeführtes Il vero lume tra le ombre, overo La spelonca arrichita per la nascita del Verbo Umanato (1698) und Francesco Durantes Li prodigi della Divina Misericordia verso li devoti del glorioso Sant’Antonio da Padova (1705).:118 Durante unterrichtete später am Conservatorio dei Poveri di Gesù Cristo und zählte zu Pergolesis wichtigsten Lehrern.

### Libretto
Das Libretto wurde vom Advokaten Mancini bereitgestellt. Da es aber im ältesten erhaltenen Manuskript die Bezeichnung „poesia (di) anonimo“ trägt, halten Catalucci und Maestri die üblicherweise angenommene Autorschaft Mancinis für unsicher.:9 Es behandelt die legendenhafte Geschichte des Heiligen Wilhelm von Aquitanien und spielt zur Zeit der religiösen Streitigkeiten zwischen Papst Innozenz II. und dem Gegenpapst Anaklets II. Lucia Fava wies in ihrer Rezension der Produktion in Jesi 2016 darauf hin, dass die Figur des San Guglielmo Elemente aus den Biographien dreier verschiedener Wilhelme aufweist. Außer Wilhelm X., dem Herzog von Aquitanien und Graf von Poitier, der tatsächlich mit dem historischen Bernhard von Clairvaux verbunden war, nennt sie Wilhelm von Gellone, ebenfalls Herzog von Aquitanien, der nach einem dem Kampf gegen die Sarazenen gewidmeten Leben Mönch wurde, sowie Wilhelm von Malavalle, der sein ausschweifendes Leben mit Häresie durch eine Wallfahrt nach Jerusalem und einen Rückzug als Einsiedler ausglich. Die Vermengung dieser drei Gestalten ist das Ergebnis einer hagiographischen Tradition und nicht die Erfindung Mancinis.

### Musik
Lucia Fava wies darauf hin, dass die komische Dimension des Werks nicht auf die Gestalt des Hauptmanns Cuòsemo beschränkt ist. Auch die fortgesetzten Verkleidungen des Hauptmanns, des Engels und des Teufels sowie einige musikalische Stilelemente dieser Figuren und des San Bernardo sind typische Merkmale der Opera buffa. Musikalisch unterscheiden sich die Arien der ernsten Rollen deutlich von denen der komischen. Bei ersteren handelt es sich um virtuose Da-capo-Arien unterschiedlichen Charakters (pathetisch, stolz, lehrhaft oder dramatisch). Die meisten von ihnen stehen im Parlando-Stil, um die Dynamik der Handlung voranzutreiben. Die Arien der komischen Rollen dagegen sind syllabisch gehalten und voller Repetitionen, einsilbiger und lautmalerischer Worte.
Pergolesis eigenes Manuskript des San Guglielmo ist nicht erhalten. Es existiert jedoch in Neapel eine mit der Jahreszahl 1731 datierte Partitur. Da diese aber einige Stücke aus Pergolesis drei Jahre später für Rom komponierter Opera seria L’olimpiade und weitere Änderungen enthält und gekürzt wurde, gehen Forscher wie Helmut Hucke davon aus, dass es sich um eine spätere Bearbeitung handelt. In L’olimpiade finden sich die folgenden Sätze dieser Partitur:
- Die Sinfonia[8]
- Die Arie des Engels „Fremi pur quanto vuoi“ im zweiten Akt, dort die Arie der Aristea „Tu di saper procura“ (erster Akt, Szene 6)[9]
- Das Duett San Guglielmo/Arsenio „Di pace e di contento“ am Ende des zweiten Akts, dort das Duett Megacle/Aristea „Ne’ giorni tuoi felici“ (erster Akt, Szene 10).[6]:6

Auch Catalucci und Maestri wiesen in den 1980er Jahren darauf hin, dass die musikalischen Betonungen des Duetts besser zur Textfassung der olimpiade zu passen scheinen.:6 Lucia Fava dagegen vermutete dreißig Jahre später, dass die Annahme einer Selbstanleihe möglicherweise doch der Wahrheit näher komme. Dieses Duett wurde während des gesamten 18. Jahrhunderts gerühmt, und Rousseau wählte es als Beispiel für den Artikel „Duo“ seines Dictionnaire de musique von 1767.
Das Werk enthält sieben Charaktere, von denen fünf – diejenigen von höherem Rang und mit größeren spirituellen Eigenschaften – hohe Stimmen haben (Sopran). Die Quellen geben keine Auskunft darüber, ob es sich um Kastraten oder Sängerinnen handelte. Die übrigen beiden Rollen – der volkstümliche Cuòsemo, Hauptmann im Gefolge des Herzogs von Aquitanien, der seinem Herrn zögerlich auf dem Weg zum Heil folgt, sowie der Teufel – sind Bässe. Der Charakter Alberto, der vermutlich dem historischen Lieblingsschüler Wilhelms von Maleval entspricht, hat lediglich einige Takte Rezitativ im dritten Akt (diese Rolle erscheint nicht einmal in der Liste der Ausführenden der Aufführung in Jesi 2016). Die Charaktere von San Bernardo und Arsenio erscheinen zu unterschiedlichen Zeitpunkten des Stücks (im ersten bzw. zweiten Akt). Sie wurden vermutlich vom selben Sänger ausgeführt, dessen Rollenzuschnitt damit dem der anderen Sänger entsprach: Jedem Darsteller waren dadurch drei Arien zugewiesen, bzw. zwei für die Titelrolle und vier für die virtuosere Rolle des Engels. In der Partitur der Biblioteca civica Giovanni Canna in Casale Monferrato, die dem in Rom 1742 publizierten Libretto minutiös folgt, gibt es noch eine dritte Arie Guglielmos, wodurch das Gleichgewicht zugunsten der theoretisch wichtigsten Figur wiederhergestellt würde – doch diese lässt sich Catalucci und Maestri zufolge nur schwer in die dramatische Handlung des Neapolitanischen Manuskripts einpassen.:7.

### Instrumentation
Die mit der Jahresangabe 1731 bezeichnete Partitur enthält die folgende Orchesterbesetzung:
- zwei Oboen
- zwei Trompeten
- zwei Hörner
- Streicher
- Basso continuo

### Musiknummern
Ohne Berücksichtigung der zusätzlichen Arie Guglielmos enthält das Werk eine vorangestellte Sinfonia, fünfzehn Arien, vier Duette, zwei Accompagnato-Rezitative und Secco-Rezitative. In der Partitur finden sich die folgenden Textanfänge:
- Introduktion

Erster Akt
- Arie (Guglielmo): „Ch’io muti consiglio“
- Arie (Bernardo): „Dio s’offende“
- Arie (Engel): „Abbassa l’orgoglio“
- Arie (Cuòsemo): „Si vedisse ccà dinto a ’sto core“
- Arie (Teufel): „A fondar le mie grandezze“
- Arie (Engel): „Dove mai raminga vai“
- Accompagnato und Arie (Bernardo): „Così dunque si teme?“ – „Come non pensi“
- Quartett (Bernardo, Guglielmo, Engel, Teufel): „Cieco che non vid’io“

Zweiter Akt
- Arie (Teufel): „Se mai viene in campo armato“
- Arie (Engel): „Fremi pur quanto vuoi“
- Duett (Cuòsemo, Teufel): „Chi fa bene“
- Arie (Cuòsemo): „Se n’era venuto lo tristo forfante“
- Arie (Arsenio): „Tra fronda e fronda“
- Duett (Guglielmo, Arsenio): „Di pace e di contento“

Dritter Akt
- Duett (Cuòsemo, Teufel): „So’ mpazzuto, che m’e dato?“
- Accompagnato und Arie (Guglielmo): „È dover che le luci“ – „Manca la guida al pie“
- Arie (Teufel): „A sfogar lo sdegno mio“
- Arie (Engel): „Lascia d’offendere“
- Arie (Cuòsemo): „Veatisso! Siente di“
- Duett (Engel, Teufel): „Vola al ciel, anima bella“

## Werkgeschichte
1731 näherten sich Pergolesis lange Studienjahre am Conservatorio dei Poveri di Gesù Cristo in Neapel ihrem Ende. Er hatte bereits angefangen, sich einen Namen zu machen, und musste kein Studiengeld zahlen, da er zunächst als Chorsänger und später als Geiger bei musikalischen Veranstaltungen auftrat. 1729–30 war er erster Geiger („capoparanza“) einer Instrumentalgruppe, und es war einem späteren Bericht zufolge das Oratorium des Filippo Neri, das am meisten Gebrauch von seinen künstlerischen Diensten und denen anderer „mastricelli“ („kleiner Meister“) des Konservatoriums machte. Von diesem religiösen Orden erhielt Pergolesi nach Abschluss des Studiums auch seinen ersten Auftrag, und am 19. März 1731 wurde im Atrium der Ordenskirche in Neapel, der heutigen Chiesa dei Girolamini und dem damaligen Sitz der Congregazione di San Giuseppe, sein erstes wichtiges Werk, das Oratorium La fenice sul rogo, o vero La morte di San Giuseppe, aufgeführt. Im folgenden Sommer sollte Pergolesi als Abschlussarbeit seines Studiums das dreiaktige Dramma sacro von Ignatio Mancini Li prodigi della divina grazia nella conversione e morte di san Guglielmo duca d’Aquitania vertonen. Es wurde im Hof des Klosters S. Agnello in Neapel, einem Sitz der Augustiner-Chorherren vom Lateran, aufgeführt. Ähnliche Abschlussarbeiten hatten am Conservatorio della Pietà dei Turchini bereits zwanzig Jahre zuvor Leonardo Leo und Francesco Feo erhalten.
Das Libretto lieferte Ignazio Maria Mancini, ein Advokat und königlicher Rat der Real Camera di Santa Chiara, der sich Francesco Caffarelli zufolge unter dem Pseudonym „Echione Cinerario“ als Mitglied der Accademia dell’Arcadia „poetischen Sünden hingab“. Das Publikum bestand aus den Besuchern der Congregazione dei Filippini, d. h. aus „halb Neapel“ („mezza Napoli“), und der Erfolg sei so groß gewesen, dass der Prinz Colonna di Stigliano, „Scudiere“ des Vizekönigs von Neapel, und der Herzog Carafa di Maddaloni – beide ebenfalls anwesend – dem „maestrino“ ihre Protektion und die Öffnung der Tore des Teatro San Bartolomeo versprachen – damals eines der beliebtesten und wichtigsten Theater in Neapel, von dem Pergolesi bald darauf den Auftrag zu seiner ersten Opera seria La Salustia erhielt.
Das Autograph des San Guglielmo ist nicht erhalten. Verschiedene überkommene Manuskripte belegen jedoch eine gewisse Verbreitung, die das Werk sicher einige Jahre lang genoss – und das auch außerhalb Neapels: 1742 wurde es in Rom wiederaufgenommen, allerdings in einer Bearbeitung als Oratorium in zwei Teilen ohne die komischen Elemente des Originals. Dort wurde auch das Libretto veröffentlicht.
Szenische Aufführungen gab es am 19. September 1942 im Teatro dei Rozzi in Siena in einer Bearbeitung von Riccardo Nielsen und am 18. Oktober desselben Jahres mit denselben Ausführenden, aber offenbar einer anderen Inszenierung im Teatro San Carlo in Neapel. Dem Programmheft zufolge wurden dabei die meisten Rezitative durch Sprechtexte ersetzt und eine zusätzliche Sprechrolle des „predicatore“ mit inhaltlichen Erläuterungen betraut. Die Rolle des Padre Arsenio wurde mit der des San Bernardo zusammengelegt.
1986 erstellten Gabriele Catalucci und Fabio Maestri eine kritische Ausgabe des Werks auf Basis des ältesten Manuskripts, das im Conservatorio San Pietro a Majella in Neapel aufgefunden wurde – das einzige, das auch die komischen Elemente des Hauptmanns Cuòsemo enthält. Das Werk wurde unter der Leitung Maestris in Amelia konzertant gespielt und ein Live-Mitschnitt veröffentlicht. Zu einer weiteren Aufführung kam es drei Jahre später, im Sommer 1989, beim Festival della Valle d’Itria in Martina Franca unter der Leitung von Marcello Panni und unter Mitwirkung von zwei späteren Stars des italienischen Belcanto, Michele Pertusi und Bruno Pratico.
2016 wurde Pergolesis Drama beim Festival Pergolesi Spontini in Jesi erneut im Theater aufgeführt. Gespielt wurde eine kritische Überarbeitung von Livio Aragona unter der Leitung von Christophe Rousset mit der Regie von Francesco Nappa.

## Aufführungen und Aufnahmen in neuerer Zeit
- 19. September 1942 (szenische Aufführung im Teatro dei Rozzi in Siena; Bearbeitung von Riccardo Nielsen): Alceo Galliera (Dirigent), Virgilio Marchi (Szene), Corrado Pavolini (Regie und Libretto-Anpassungen), Rina Corsi (L’angelo), Giovanni Voyer (San Guglielmo), Aldo De Fenzi (San Bernardo), Raffaello Niccoli (il predicatore, Sprechrolle), Mattia Sassanelli (Cuòsemo), Antonio Cassinelli (Demonio).[15][16][19]
- 18. Oktober 1942 (szenische Aufführung im Teatro San Carlo Neapel): Alceo Galliera (Dirigent), Marcello Govoni und Friedrich Schramm (Regie), Rina Corsi (L’angelo), Giovanni Voyer (San Guglielmo), Aldo De Fenzi (San Bernardo), Raffaello Niccoli (il predicatore, Sprechrolle), Mattia Sassanelli (Cuòsemo), Antonio Cassinelli (Demonio).[17]
- 18. Dezember 1986 (Live-Mitschnitt einer konzertanten Aufführung in Amelia, Terni): Fabio Maestri (Dirigent), Orchestra da Camera Provincia di Terni. Kate Gamberucci (L’angelo), Bernadette Lucarini (San Guglielmo), Susanna Caldini (San Bernardo und Padre Arsenio), Maria Cristina Girolami (Alberto), Giorgio Gatti (Cuòsemo), Peter Herron (Demonio). Bongiovanni CD: 2060/61-2.[20]:12735
- Sommer 1989 (konzertante Aufführung beim Festival della Valle d’Itria in Martina Franca): Marcello Panni (Dirigent), Orchestra „Alessandro Scarlatti“ della RAI di Napoli. Gabriella Morigi (L’angelo), Maria Angeles Peters (San Guglielmo), Adelisa Tabiadon (San Bernardo), Bruno Praticò (Cuòsemo), Michele Pertusi (Demonio).[2][21]
- 14. Juni 1997 (Aufführung in der Kirche San Marco in Jesi): Fabio Maestri (Dirigent), Stefano Piacenti (Regie). Cinzia Forte, Daniela Broganelli, Susanna Rigacci, Roberto Abbondanza, Roberto Ripesi.[22]
- 14. Juli 2011 (szenische Studenten-Aufführung im Kloster von San Rocco in Carpi): Mario Sollazzo (Dirigent), Paolo V. Montanari (Regie), Instrumentalensemble des Instituts „Vecchi-Tonelli“, Gesangsklassen von Tiziana Tramonti und Mario Sollazzo, Academy Dance Coreutica.[23]
- 9. September 2016 (szenische Aufführung in Jesi): Christophe Rousset (Dirigent), Francesco Nappa (Regie), Benito Leonori (Szene), Giusi Giustino (Kostüme), Les Talens Lyriques. Arianna Venditelli (L’angelo), Raffaella Milanesi (San Guglielmo), Sofia Soloviy (San Bernardo und Padre Arsenio), Clemente Antonio Daliotti (Cuòsemo), Maharram Huseynov (Demonio).[24]

## Werkausgaben
- Zeitgenössischer Librettodruck: La conversione di San Guglielmo duca d’Aquitania. Zempel, Rom 1742. Volltext bei Varianti all’opera (Università degli studi di Milano, Padova e Siena)
- Text einer Partitur der Bibliothèque nationale de France in Paris: San Guglielmo d’Aquitania. Volltext des zweiten Akts bei Varianti all’opera (Università degli studi di Milano, Padova e Siena)
- Text einer Partitur der British Library in London: La converzione di San Guglielmo. Volltext bei Varianti all’opera (Università degli studi di Milano, Padova e Siena)
- Text einer Partitur der Biblioteca civica Giovanni Canna in Casale Monferrato: La conversione di San Guglielmo duca d’Aquitania. Volltext bei Varianti all'opera (Università degli studi di Milano, Padova e Siena)
- Vollständige Partitur des Conservatorio San Pietro a Majella in Neapel. Digitalisat bei internetculturale.it
- Partiturausgabe: Guglielmo d’Aquitania/Dramma sacro in tre parti (1731). In: Opera Omnia di Giovanni Battista Pergolesi […]. Band 3–4, Amici Musica da Camera, Rom 1939 (online in der Google-Buchsuche)